# Suzakumon

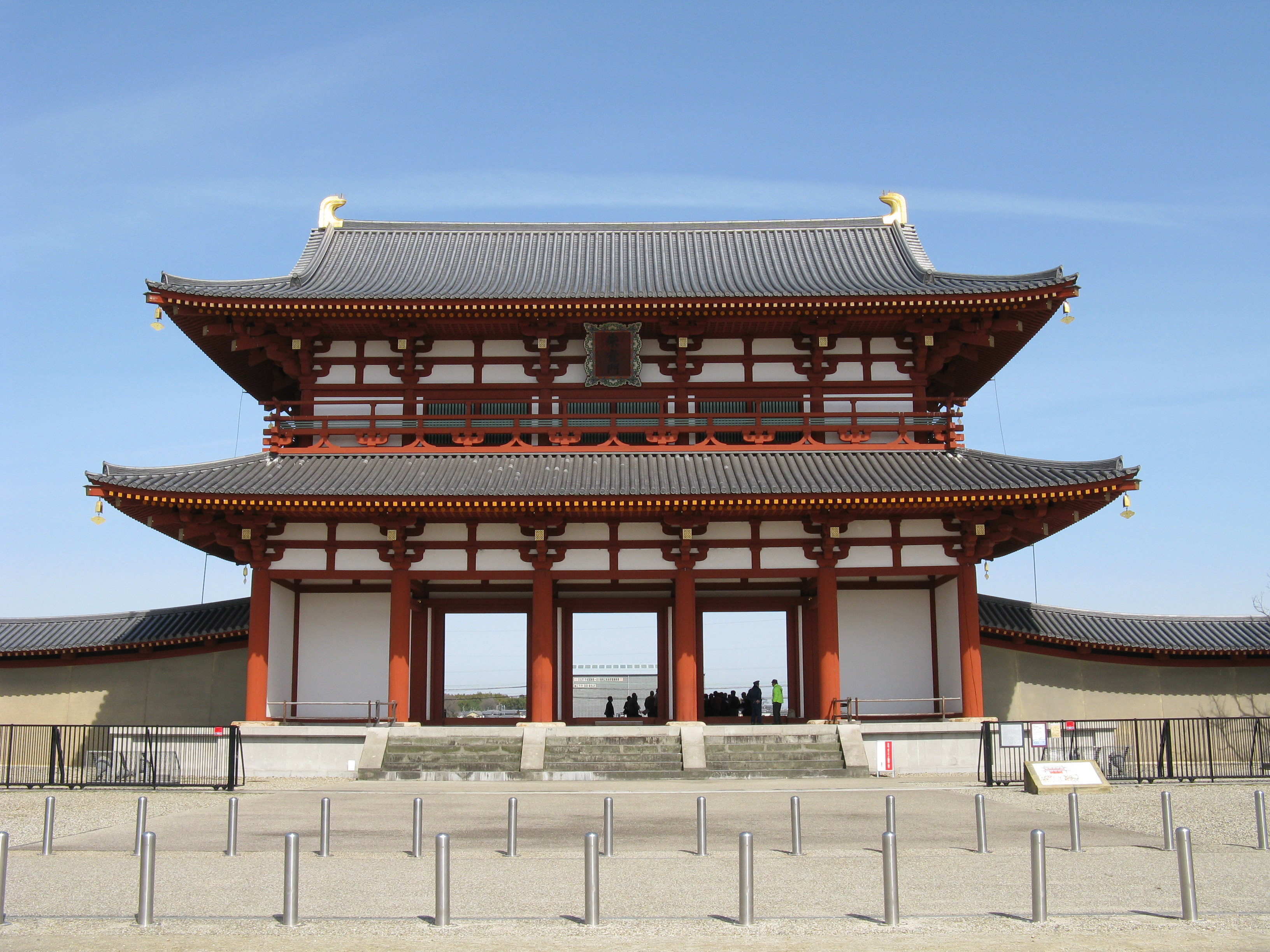
Puerta Suzakumon del Palacio Heian en Nara.

La Suzakumon (朱雀門 Puerta Suzakumon o Shujakumon?) fue la entrada principal ubicada al centro de la salida sur de los palacios imperiales en las capitales japonesas de 
Fujiwara-kyō (Kashihara), Heijō-kyō (Nara), y Heian-kyō (Kioto). El emplazamiento seguía los modelos chinos requeridos en aquel tiempo. Suzaku (朱雀 Suzaku?), que significa Pájaro bermellón, representaba al Guardián del Sur, dentro de las cuatro criaturas mitológicas de las constelaciones chinas. 
Se decía que era el sitio en donde los dignatarios extranjeros eran recibidos por el emperador. 

## Suzakumon de Nara
En 1993 se decidió que la puerta de Nara fuese reconstruida. Se tornó una tarea muy dificultosa debido a que no se encontraban restos de la apariencia original de la misma. Se desarrolló un modelo conjetural basado en arquitectura contemporánea al período y la nueva puerta se construyó con una mezcla de elementos de construcción tradicional (como la madera de ciprés) y hormigón, para resistir los terremotos. Se inauguró en el año 1998.

## Ubicación
La Puerta Suzakumon del Palacio Heian se ubicaba en las coordenadas 35°0′49″N 135°44′32″E / 35.01361, 135.74222.